# انقراض إنسان نياندرتال

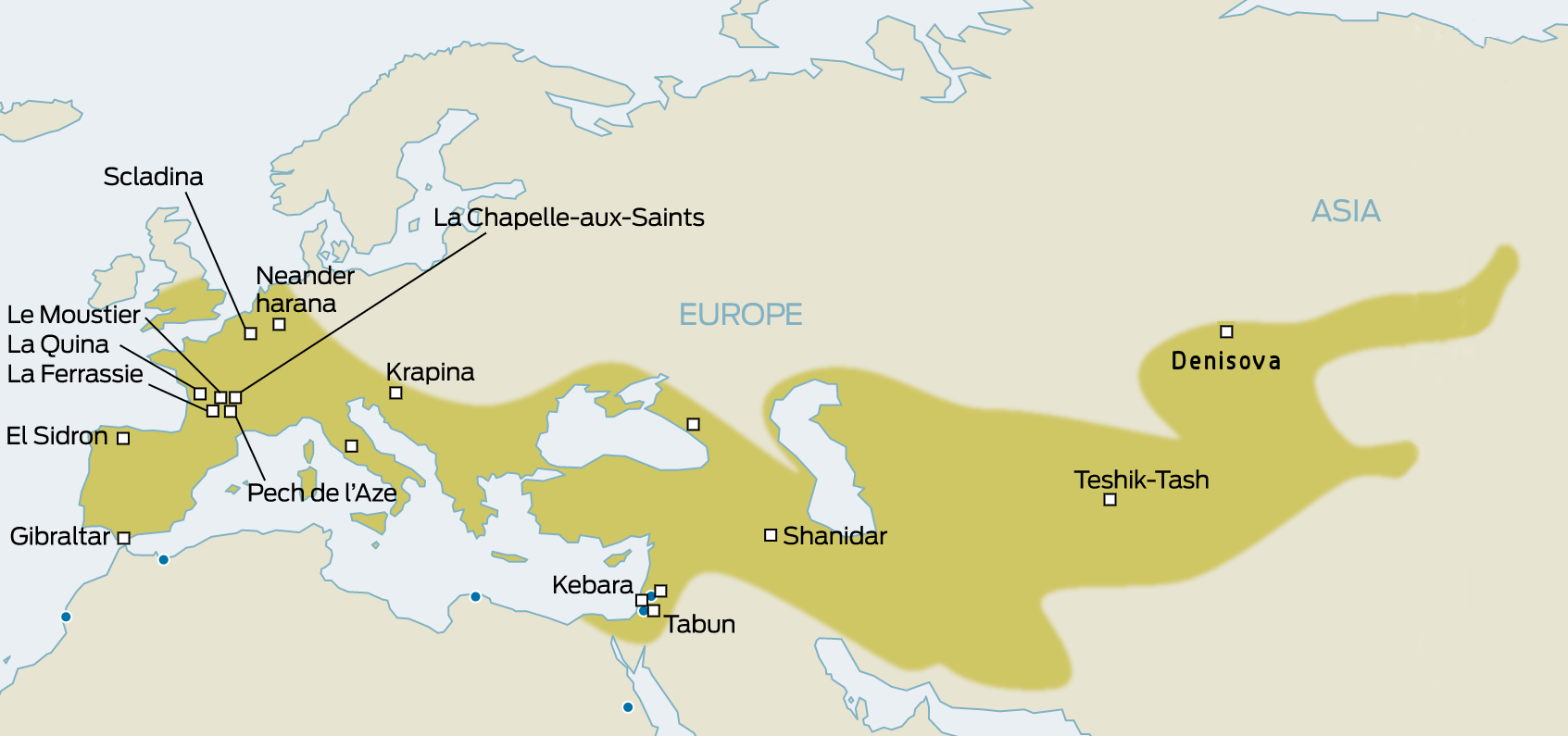
هذه خريطة تدل على أماكن وجود إنسان نياندرتال

انقرض إنسان نياندرتال منذ حوالي 40000 سنة. استنادًا إلى بحث نُشر في مجلة نيتشر في عام 2014 فإن هذا التوقيت أقدم بكثير من التقديرات السابقة، وهو مستمد من أساليب التأريخ بالكربون المشع المُحسَّنة التي حللت البيانات من 40 موقعًا من إسبانيا حتى روسيا. نُشر الدليل على استمرار وجود إنسان نياندرتال في شبه الجزيرة الأيبيرية قبل 37000 عام في عام 2017.
تتضمن الفرضيات المختلفة حول أسباب انقراض الإنسان البدائي ما يلي:
- الطفيليات والعوامل الممرضة.
- بديل تنافسي [3]
- الإقصاء التنافسي
- الانقراض عن طريق التهاجن بين النياندرتال والمجتمعات البشرية الحديثة المبكرة[4]
- الكوارث الطبيعية
- الفشل أو عدم القدرة على التكيف مع تغير المناخ

يبدو أنه من غير المحتمل أن تكون واحدة فقط من هذه الفرضيات كافية لتفسير سبب الانقراض، بدلًا من ذلك، ربما ساهمت عوامل متعددة في انقراض عدد سكان النياندرتال المنخفض بالأساس.

## احتمالية التعايش قبل الانقراض
نُشر بحث في مجلة نيتشر في عام 2014 يبين تحليل لتواريخ الكربون المشع من أربعين موقعًا لإنسان نياندرتال من إسبانيا حتى روسيا أن إنسان نياندرتال اختفى في أوروبا منذ 41000 إلى 39000 سنة، باحتمال قدره 95%. ووجدت الدراسة أيضًا بنفس الاحتمال أن الإنسان الحديث والنياندرتال كانوا سويًا في أوروبا لحوالي 2600 حتى 5400 عام. وصل الإنسان الحديث إلى أوروبا منذ حوالي 45000 حتى 43000 سنة. يشير التأريخ بالكربون المشع المُحسَّن الذي نُشر في عام 2015 إلى اختفاء إنسان نياندرتال منذ حوالي 40 ألف عام، بشكل مغاير لنتائج التأريخ الكربوني القديم الذي يشير إلى أن إنسان نياندرتال ربما عاش منذ 24000 عام، بما في ذلك في ريفوجيا على الساحل الجنوبي لشبه الجزيرة الإيبيرية في كهوف جورهام، وزيلهاو وغيرهم. اقتُرح التقسيم الطبقي لإنسان نياندرتال وبقايا الإنسان الحديث، ولكن يوجد خلاف حوله. عُثر على الأدوات الحجرية التي يُعتقد أنها تعود لإنسان نياندرتال في بيزوفيا في جبال الأورال القطبية، ويرجع تاريخها إلى ما قبل 31000 إلى 34000 سنة.

## الأسباب المحتملة للانقراض

### العنف
ناقش بعض المؤلفين احتمال تعجيل أو تسريع انقراض إنسان النياندرتال بسبب الصراع العنيف مع الإنسان العاقل. عادة ما يحدث العنف في مجتمعات الصيد والجمع القديمة نتيجة التنافس على الموارد في أعقاب الكوارث الطبيعية. لذلك من المعقول أن نقترح أن العنف، بما في ذلك الحروب البدائية، كانت ستحدث بين النوعين البشريين. اقترح عالم الحفريات الفرنسي مارسيلين بول (أول شخص ينشر تحليلًا لإنسان نياندرتال) في عام 1912 الفرضية القائلة بأن البشر الأوائل أخذوا مكان إنسان نياندرتال عن طريق العنف.

### الطفيليات والعوامل الممرضة
الاحتمال الآخر هو انتشار العوامل الممرضة أو الطفيليات التي يحملها الإنسان العاقل بين جماعات إنسان النياندرتال. سيكون لدى إنسان نياندرتال مناعة محدودة ضد الأمراض التي لم يتعرض لها، لذلك من الممكن أن تكون الأمراض التي يحملها الإنسان العاقل إلى أوروبا قاتلة لهم بشكل خاص إذا كان الإنسان العاقل مقاومًا نسبيًا لها. إذا كان من السهل نسبيًا أن تنتقل العوامل الممرضة بين هذين النوعين المتشابهين لأن كلاهما يعيشان في أماكن متقاربة، سيكون الإنسان العاقل مصدرًا للعدوى عند إنسان نياندرتال وسيؤدي الوباء بذلك إلى نقص أعداد إنسان النياندرتال. من ناحية أخرى، يمكن أن تعمل نفس الآلية بالاتجاه المعاكس، وستحتاج مقاومة الإنسان العاقل للعوامل المرضية والطفيليات النياندرتالية إلى تفسير. ومع ذلك، هناك سبب وجيه لافتراض أن الحركة الصافية للعوامل المرضية البشرية الجديدة كانت في الغالب أحادية الاتجاه، من إفريقيا إلى المنطقة الأوروبية الآسيوية. كان المصدر الأكثر شيوعًا للعوامل الممرضة البشرية الجديدة (مثل فيروس نقص المناعة البشرية 1 اليوم) هو أقرب الأقارب من حيث النشوء والتطور، أي الرئيسيات الأخرى، التي كان هناك العديد منها في إفريقيا ولكن هناك نوع واحد معروف فقط في أوروبا، وهو المكاك البربري، وأنواع قليلة فقط في جنوب آسيا. ونتيجة لذلك، فإن السكان الأفارقة من البشر سيتعرضون ويطورون مقاومة، ويصبحون حملة للعوامل المرضية الجديدة أكثر من أبناء عمومتهم في أوراسيا. كان من الممكن أن تؤدي الحركة أحادية الاتجاه للعوامل الممرضة إلى فرض حركة أحادية الاتجاه للسكان البشريين خارج إفريقيا وتقضي على السكان الأصليين الذين ليس لديهم مناعة في أوراسيا كلما واجهوا المزيد من المهاجرين الجدد من إفريقيا، وضمن ذلك بقاء إفريقيا بوتقة التطور البشري على الرغم من التوزع الواسع للبشر المختلفين على جغرافية أوراسيا شديدة التباين. في حال وجودها، كانت ستستمر هذه «الميزة الأفريقية» المفترضة حتى الثورة الزراعية قبل 10000 عام في أوراسيا، وبعد ذلك ستتفوق الحيوانات المستأنسة على أنواع الرئيسيات الأخرى باعتبارها المصدر الأكثر شيوعًا للعوامل المرضية البشرية الجديدة، لتحل «الميزة الأوروبية الآسيوية» محل «الميزة الأفريقية». يعطينا التأثير المدمر للعوامل المرضية الأوراسية على السكان الأمريكيين الأصليين في العصر التاريخي فكرة عن التأثير الذي قد يكون للإنسان الحديث على المجموعات الأولية من البشر المختلفين في أوراسيا منذ 40000 سنة. قد يلقي فحص الحمض النووي للإنسان والنياندرتال والتكيفات المتعلقة بالعوامل المرضية أو الطفيليات مزيدًا من الضوء على هذه المسألة.